# Mount Allen (Westantarktika)
Mount Allen ist ein 3430 m hoher Berg im westantarktischen Ellsworthland. Er ragt 8 km südöstlich des Mount Craddock in der Sentinel Range des Ellsworthgebirges auf.
Der United States Geological Survey kartierte ihn anhand eigener Vermessungen und Luftaufnahmen der United States Navy zwischen 1957 und 1959. Das Advisory Committee on Antarctic Names benannte ihn nach Leutnant Forrest M. Allen von den Reservestreitkräften der US-Navy, Copilot bei Luftaufklärungsflügen von der Byrd-Station von 1957 bis 1958.